# Mandarim taiwanês
Mandarim taiwanês ou língua nacional da República da China é a variante do chinês falado em Taiwan. É baseado na fonologia do dialeto de pequim.
O mandarim taiwanês é quase igual ao mandarim falado na China, nomeado Mandarim Padrão, sendo a única diferença o sistema de escrita. Mandarim é falado informalmente em Taiwan e possui diferenças notaveis no vocabulário, gramática e na pronuncia.